# Symbole de Schläfli
En mathématiques, le symbole de Schläfli est une notation de la forme {p,q,r, …} qui permet de définir les polyèdres réguliers et les pavages. Cette notation donne un résumé de certaines propriétés importantes d'un polytope régulier particulier.
Le symbole de Schläfli fut nommé ainsi en l'honneur du mathématicien du XIXe siècle Ludwig Schläfli qui fit d'importantes contributions en géométrie et dans d'autres domaines.

## Les polygones réguliers (plan)
Le symbole de Schläfli pour un polygone régulier convexe à n côtés est {n}. Par exemple, un pentagone régulier est représenté par {5}.
Pour représenter des polygones étoilés, les fractions sont utilisées. Ainsi le  pentagramme, qui est le pentagone étoilé, est représenté par {5/2}, ce qui signifie que ce polygone possède 5 arêtes et que chacune de ces arêtes relie un sommet s au sommet s + 2 (en les numérotant dans l'ordre naturel de parcours). Ainsi la première arête relie le premier et le troisième sommet, le deuxième et le quatrième, le troisième et le cinquième…

## Les polyèdres réguliers (3-espace)
Le symbole de Schläfli d'un polyèdre régulier est {p,q} si ses faces sont des p-gones, et chaque sommet est entouré par q faces (la figure de sommet est un q-gone).
Par exemple {5,3} est le dodécaèdre régulier. Il possède des faces pentagonales, et trois pentagones autour de chaque sommet.
Voir les 5 solides de Platon, les 4 solides de Kepler-Poinsot.
Les symboles de Schläfli peuvent aussi être définis pour les pavages réguliers des espaces euclidiens ou hyperboliques d'une manière similaire.
Par exemple, le pavage hexagonal est représenté par {6,3}. Il est en effet formé d'hexagones et chacun des sommets est entouré par trois autres.

## Les polychores réguliers (4-espace)
Le symbole de Schläfli pour un polychore régulier est de la forme {p,q,r}. Il possède des faces polygonales régulières {p}, des  cellules {p,q}, des figures de sommet polyédriques régulières {q,r} et des figures d'arêtes polygonales régulières {r}.
Voir les six polychores réguliers convexes et les dix non convexes. 
Par exemple, le 120-cellules est représenté par {5,3,3}. Il est construit par des cellules dodécaédriques {5,3}, et possède 3 cellules autour de chaque arête.
Il existe aussi un pavage régulier du 3-espace euclidien : le pavage cubique, avec un symbole de Schläfli de {4,3,4}, fait de cellules cubiques, et 4 cubes autour de chaque arête.
Il existe aussi 4 pavages réguliers hyperboliques incluant {5,3,4}, le nid d'abeille dodécaédrique d'ordre 4 (en), qui remplit l'espace avec des cellules dodécaédriques.

## Les dimensions plus élevées
Pour les polytopes de dimensions plus élevées, le symbole de Schläfli est défini par récurrence comme :
{\displaystyle \{p_{1},p_{2},...,p_{n-1}\}}
si les facettes ont un symbole de Schläfli {\displaystyle \{p_{1},p_{2},...,p_{n-2}\}}
et les figures de sommet :
{\displaystyle \{p_{2},p_{3},...,p_{n-1}\}}.
Il existe seulement 3 polytopes réguliers en 5 dimensions et au-dessus : le  simplexe, {3, 3, 3, …, 3} ; l’hyperoctaèdre, {3, 3,  … , 3, 4} ; et l’hypercube, {4, 3, 3, … , 3}. Il n’existe pas de polytopes réguliers non convexes au-dessus de 4 dimensions.

## Les polytopes duaux
Pour la dimension 2 ou au-dessus, chaque polytope possède un dual.
Si un polytope possède un symbole de Schläfli {\displaystyle \{p_{1},p_{2},p_{3},...,p_{n-1}\}} alors son dual possède un symbole de Schläfli {\displaystyle \{p_{n-1},...,p_{3},p_{2},p_{1}\}}.
Si la suite est la même vers la gauche et vers la droite, le polytope est auto-dual. Chaque polytope régulier en 2 dimensions (polygone) est auto-dual, chaque simplexe est auto-dual, chaque pyramide de dimension 3 est auto-duale, et le  24-cellules est auto-dual.

## Les formes prismatiques
Les polytopes prismatiques peuvent être définis et nommés comme un produit cartésien de polytopes de dimensions inférieures :
- Un prisme p-gonal, avec une figure de sommet p.4.4 comme {\displaystyle {\begin{Bmatrix}\ \end{Bmatrix}}\times {\begin{Bmatrix}p\end{Bmatrix}}}.
- Un hyperprisme uniforme {p,q}-èdrique comme {\displaystyle {\begin{Bmatrix}\ \end{Bmatrix}}\times {\begin{Bmatrix}p,q\end{Bmatrix}}}.
- Un duoprisme uniforme p-q comme {\displaystyle {\begin{Bmatrix}p\end{Bmatrix}}\times {\begin{Bmatrix}q\end{Bmatrix}}}.

Un prisme peut aussi être représenté comme la troncature d'un hosoèdre (en) comme {\displaystyle t{\begin{Bmatrix}2,p\end{Bmatrix}}}.

## Les symboles de Schläfli étendus pour les polytopes uniformes
Les polytopes uniformes (en), construits à partir d'une construction de Wythoff, sont représentés par une notation de troncature étendue à partir d'une forme régulière {p, q, …}. Il existe une quantité de formes parallèles symboliques qui référencent les éléments du symbole de Schläfli, discutées par dimensions ci-dessous.

### Lespolyèdres uniformeset les pavages
Pour les polyèdres, un symbole de Schläfli étendu est utilisé dans l'article énumératif de 1954 par Coxeter intitulé Uniform polyhedra.
Chaque polyèdre régulier ou pavage {p, q} possède 7 formes, incluant la forme régulière et son dual, correspondant aux positions dans le triangle rectangle fondamental. Un huitième forme spéciale, les adoucis, correspondent à une alternance (en) de la forme omnitronquée.
Par exemple, t{3,3} signifie simplement un tétraèdre tronqué.
Une deuxième notation, plus générale, aussi utilisée par Coxeter, s'applique à toutes les dimensions, et est précisée par un t suivi d'une liste d'indices correspondant aux miroirs de construction de Wythoff (ils correspondent aussi aux nœuds annelés dans un diagramme de Coxeter-Dynkin).
Par exemple, le cube tronqué peut être représenté par t0,1{4,3} et il peut être regardé comme à mi-chemin entre le cube, t0{4,3} et le cuboctaèdre, t1{4,3}.
Dans chacun, un nom désignant l'opération de la construction de Wythoff est donné en premier lieu. En deuxième lieu, certains ont une terminologie alternative (donnée entre parenthèses) s'appliquant seulement pour une dimension donnée. Précisément, l'omnitroncature (en) et le développement (en), les relations duales s'appliquant différemment dans chaque dimension.
| Opération                              | Symboles de Schläfli étendus                        | Symboles de Schläfli étendus | Diagramme de Coxeter- Dynkin | Symbole de Wythoff |
| -------------------------------------- | --------------------------------------------------- | ---------------------------- | ---------------------------- | ------------------ |
| Parent                                 | {\displaystyle {\begin{Bmatrix}p,q\end{Bmatrix}}}   | t0{p,q}                      |                              | q \| 2 p           |
| Rectifié (en) (Quasi-régulier)         | {\displaystyle {\begin{Bmatrix}p\\q\end{Bmatrix}}}  | t1{p,q}                      |                              | 2 \| p q           |
| Birectifié (ou dual)                   | {\displaystyle {\begin{Bmatrix}q,p\end{Bmatrix}}}   | t2{p,q}                      |                              | p \| 2 q           |
| Tronqué (en)                           | {\displaystyle t{\begin{Bmatrix}p,q\end{Bmatrix}}}  | t0,1{p,q}                    |                              | 2 q \| p           |
| Bitronqué (en) (ou dual tronqué)       | {\displaystyle t{\begin{Bmatrix}q,p\end{Bmatrix}}}  | t1,2{p,q}                    |                              | 2 p \| q           |
| Biseauté (en) (ou développé (en))      | {\displaystyle r{\begin{Bmatrix}p\\q\end{Bmatrix}}} | t0,2{p,q}                    |                              | p q \| 2           |
| Biseauté-tronqué (ou omnitronqué (en)) | {\displaystyle t{\begin{Bmatrix}p\\q\end{Bmatrix}}} | t0,1,2{p,q}                  |                              | 2 p q \|           |
| Adouci (en)                            | {\displaystyle s{\begin{Bmatrix}p\\q\end{Bmatrix}}} | s{p,q}                       |                              | \| 2 p q           |

### Les polychores uniformes et les nids d'abeille
Il existe au plus 15 formes tronquées pour les polychores et les nids d'abeille basés sur chaque forme régulière {p,q,r}.
Voir les articles polychore et nid d'abeille uniforme convexe (en).
La notation avec le t en indice est parallèle au diagramme de Coxeter-Dynkin graphique, dont chaque nœud graphique représente les 4 hyperplans des réflexions miroirs dans le domaine fondamental.
| Opération                                        | Symboles de Schläfli étendus | Diagramme de Coxeter- Dynkin |
| ------------------------------------------------ | ---------------------------- | ---------------------------- |
| Parent                                           | t0{p,q,r}                    |                              |
| Rectifié (en)                                    | t1{p,q,r}                    |                              |
| Birectifié (ou dual rectifié)                    | t2{p,q,r}                    |                              |
| Trirectifié (ou dual)                            | t3{p,q,r}                    |                              |
|                                                  |                              |                              |
| Tronqué (en)                                     | t0,1{p,q,r}                  |                              |
| Bitronqué (en)                                   | t1,2{p,q,r}                  |                              |
| Tritronqué (ou dual tronqué)                     | t2,3{p,q,r}                  |                              |
| Biseauté (en)                                    | t0,2{p,q,r}                  |                              |
| Bi-biseauté (ou dual biseauté)                   | t1,3{p,q,r}                  |                              |
| Développé (en)                                   | t0,3{p,q,r}                  |                              |
| Biseauté-tronqué                                 | t0,1,2{p,q,r}                |                              |
| Bi-biseauté-tronqué (ou dual biseauté-tronqué)   | t1,2,3{p,q,r}                |                              |
| Développé                                        | t0,1,3{p,q,r}                |                              |
| Développé-biseauté (ou dual développé-tronqué)   | t0,2,3{p,q,r}                |                              |
| Développé-biseauté-tronqué (ou omnitronqué (en)) | t0,1,2,3{p,q,r}              |                              |